# Archaphanostoma marcusi
Archaphanostoma marcusi är en plattmaskart som beskrevs av Hooge och Rocha 2006. Archaphanostoma marcusi ingår i släktet Archaphanostoma och familjen Isodiametridae. Inga underarter finns listade i Catalogue of Life.